# Pedestrianismo
O pedestrianismo foi uma forma de caminhada competitiva do século XIX, por vezes profissional e financiada por apostas, a partir da qual o desporto moderno da marcha atlética se desenvolveu.

## Grã-Bretanha do século XVIII e início do século XIX

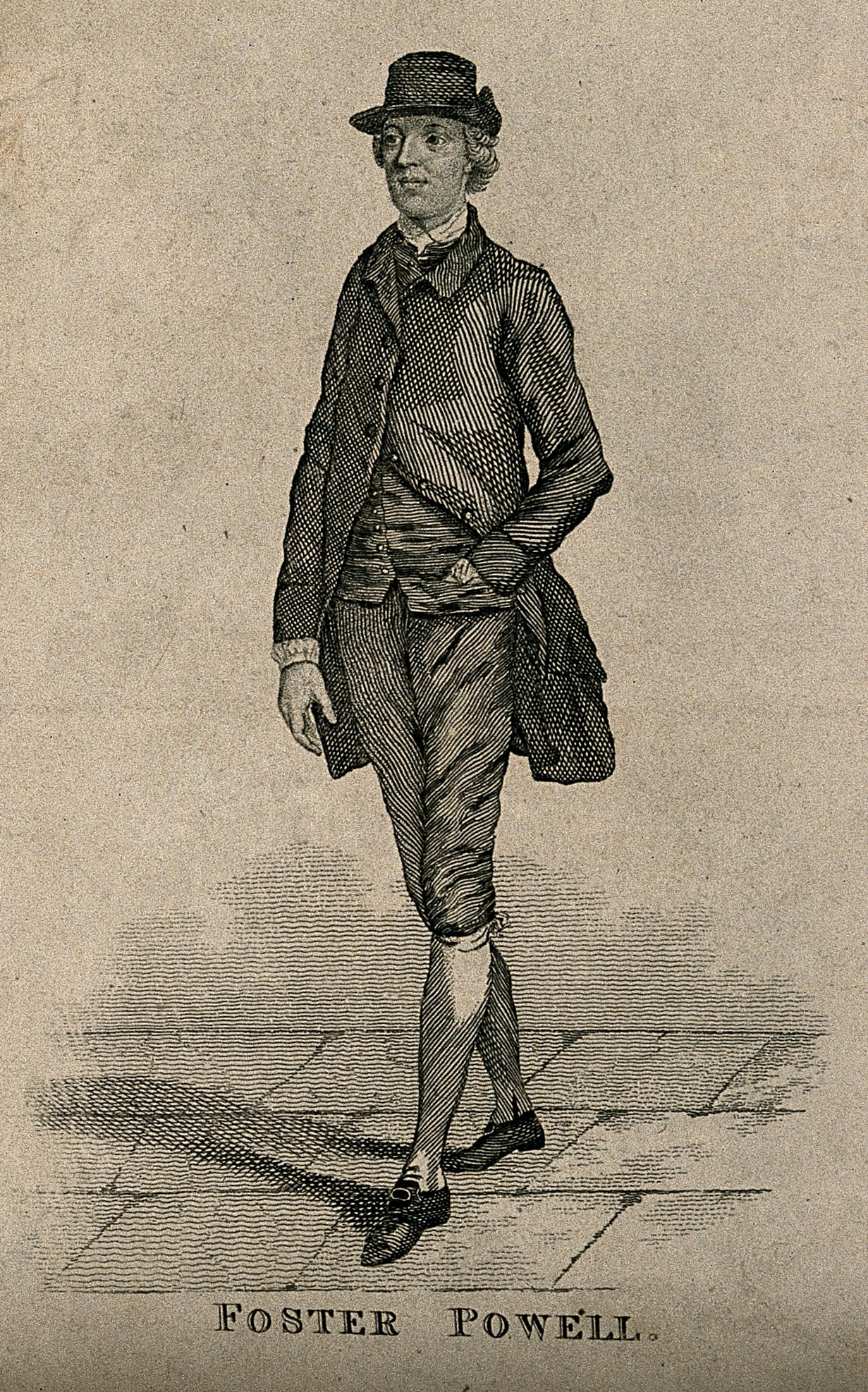
Foster Powell

Durante o final do século XVIII e XIX, o pedestrianismo, como a corrida ou a corrida de cavalos (equestre), foi um desporto popular na Grã-Bretanha e na Irlanda. O pedestrianismo tornou-se um elemento comum em feiras - tal como as corridas de cavalos - desenvolvendo-se a partir das apostas em corridas a pé, rambling [deambular] e apostas de lacaios do século XVII. Fontes do final do século XVII e início do século XVIII na Inglaterra descrevem aristocratas a colocar os seus lacaios de carruagem, obrigados a andar à velocidade das carruagens dos seus mestres, uns contra os outros.
O primeiro expoente notável desta caminhada de longa distância é geralmente considerado Foster Powell (1734-1793), que em 1773 andou 400 mi (640 km) de Londres a Iorque e para trás, e em 1788 andou 100 mi (160 km) em 21 horas e 35 minutos. No final do século XVIII, e especialmente com o crescimento da imprensa popular, os feitos de viagens a pé por grandes distâncias (semelhantes a uma ultramaratona moderna) ganharam atenção e foram rotulados como "pedestrianismo".

## Proezas de distância e apostas
Um dos pedestres mais famosos da época foi o capitão Robert Barclay Allardice, chamado de "O Pedestre Celebrado", de Stonehaven. O seu feito mais impressionante foi caminhar 1 mi (1,6 km) a cada hora por 1000 horas, o que alcançou entre 1 de junho e 12 de julho de 1809. O feito capturou a imaginação do público e cerca de 10 000 pessoas vieram assistir ao longo do evento. Durante o século XIX, foram feitas tentativas de repetir o desafio atlético por muitos pedestres, incluindo George Wilson, que tentou caminhar 1000 mi (1600 km) em 480 horas em 1815, mas foi preso após 3/4 da distância por perturbar a paz. Emma Sharp foi considerada a primeira mulher a completar o desafio de 1000 mi (1600 km) em 1000 horas em 29 de outubro de 1864. Os caminhantes posteriores provaram ser mais bem sucedidos, especialmente Ada Anderson, que depois de caminhar 1500 mi (2400 km) em 1000 horas foi rotulada pela imprensa 'Campeã Lady Walker do Mundo', um feito igualado apenas por um outro, o seu treinador William Gale. Outro objetivo popular era que os competidores em eventos de longa distância andassem 100 mi (160 km) em menos de 24 horas, pelo que ganharam a alcunha de "centuriões". Enormes prémios em dinheiro eram oferecidos para as corridas e eram uma atividade popular para a imprensa, multidões de espetadores da classe trabalhadora e o público de apostas até a década de 1880.

## Crescimento e controvérsia
O interesse pelo desporto e as apostas que o acompanhavam espalharam-se pelos Estados Unidos, Canadá e Austrália no século XIX. No final do século XIX, o pedestrianismo foi amplamente deslocado pela ascensão dos desportos de espectadores modernos e pela controvérsia envolvendo regras, o que limitou o seu apelo como fonte de apostas e levou à sua inclusão no movimento do atletismo amador e, eventualmente, à criação da marcha atlética.

## Regra do calcanhar ao dedo do pé
O pedestrianismo foi codificado pela primeira vez na segunda metade do século XIX, evoluindo para o que se tornou a marcha atlética, divergindo da corrida de corta-mato de longa distância, outros tipos de atletismo e caminhadas recreativas ou caminhadas em colinas. Em meados do século XIX, esperava-se que os competidores estendessem as pernas pelo menos uma vez nas suas passadas e obedecessem ao que era chamado de regra do "calcanhar e dedo do pé justos". Essa regra, a fonte da marcha atlética moderna, era um vago mandamento de que o dedo de um pé não podia deixar o chão antes que o calcanhar do próximo tocasse; no entanto, as regras eram costumeiras e mudavam com a competição. Os corredores geralmente podiam correr para evitar cãibras, e era a distância, não o código, que determinava a marcha para corridas mais longas. Reportagens de jornais sugerem que "trotar" era comum em eventos.

## Auge

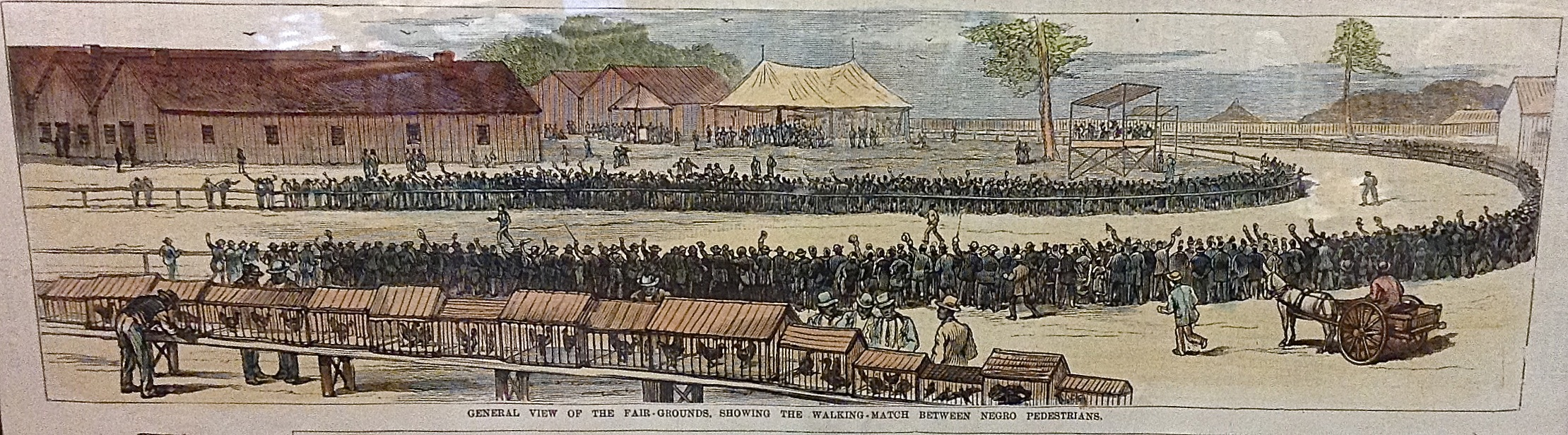
Jogo de caminhada afro-americano nos terrenos da Feira Estadual da Carolina do Norte em Raleigh, Carolina do Norte, 1879

A forma mais longa de caminhada "ultramaratona" apresentada na imprensa popular e na década após a Guerra Civil Americana nos Estados Unidos foi uma fonte de fascínio. Edward Payson Weston, um repórter do New York Herald ganhou um prêmio de $ 10 000 por caminhar 1136 mi (1828 km) de Portland, Maine, até Chicago em 30 dias em 1867. Nos Estados Unidos, uma série de competições femininas foram realizadas, pistas cobertas especiais foram construídas em algumas cidades e o pedestrianismo de longa distância intracomunitário entrou em voga. A americana Elsa von Blumen competiu como pedestre em eventos onde andaria 160 quilómetros. Frank Hart foi uma das primeiras celebridades desportivas nacionais afro-americanas pelas suas conquistas no desporto, como estabelecer um novo recorde de 565 milhas na distância da Corrida de 6 Dias. Juntamente com os feitos sensacionais de distância, as apostas eram uma atração central para as grandes multidões, principalmente da classe trabalhadora, que iam para eventos de pedestres.
No Reino Unido, o membro do Parlamento Sir John Astley fundou um "Campeonato Mundial de Distância Longa" em 1878, encenado ao longo de seis dias, que ficou conhecido como "Astley Belt Races". Ao marcar um pico na cobertura da imprensa de tais corridas, as Astley Belt Races permitiam uma ampla interpretação das regras, com trote, trote e até algumas corridas permitidas. A competição foi parcialmente inspirada pelo desejo de limpar a perceção do desporto como corrompido pelos interesses das apostas e levou a um esforço entre alguns para codificar o pedestrianismo como um desporto amador. O mesmo processo estava a acontecer com o atletismo britânico e deu origem ao Movimento Olímpico moderno.

## Desporto amador e marcha atlética
Walkers organizou o primeiro campeonato de caminhada amador inglês em 1866, que foi vencido por John Chambers e julgado pela regra do "calcanhar e dedo do pé justo". Este código vago foi a base para as regras codificadas na primeira reunião de campeonatos em 1880 da Amateur Athletics Association na Inglaterra, o nascimento do atletismo moderno. Com o futebol, o críquete e outros desportos codificados no século XIX, a transição do pedestrianismo profissional para a marcha atlética codificada amadora fez parte de um processo de regularização ocorrido na maioria dos desportos modernos da época.
A marcha codificada foi incluída quando o Comité Olímpico Internacional foi formado em 1893. Nos Jogos Olímpicos de 1904, o evento "polivalente", pai do decatlo, incluiu uma caminhada de 880 jardas (800 metros). Foi apenas nos "Jogos Olímpicos Interinos" não oficiais de 1906 que a marcha atlética se tornou um evento separado e desde os Jogos Olímpicos de 1908 em Londres, tem sido um evento oficial em todos os jogos de verão.

## Corrida a pé
A corrida a pé era uma forma de corrida e caminhada competitiva do século XVII e início do século XVIII. Geralmente envolvia feitos de resistência que agora seriam classificados como ultramaratona. Evoluiu para o pedestrianismo.